# 鈴木文二 (小惑星)
鈴木文二（すずきぶんじ、11292 Bunjisuzuki）は、火星と木星との間の小惑星帯に位置する小惑星の一つ。1991年9月8日に、アメリカ合衆国アリゾナ州のキットピーク国立天文台にて、小惑星研究グループであるスペースウォッチにより発見された。
通称名は、彗星を専門とするアマチュア天文学者で、オースチン彗星におけるラジカルジェット構造の観測に関与し、日本の天文学教育とその普及にも携わっている鈴木文二に因むもので、2002年11月20日に命名された。
1991年の発見であるが、それに先立つ1985年7月20日に、オーストラリア連邦ニューサウスウェールズ州のサイディング・スプリング天文台にて1回観測がされていた。小惑星センターのデータには、2024年2月2日までに3500回超の観測が記録されている。
太陽から約2.76 - 3.23au離れた位置を、約5.18年の周期で公転している。直径は約6.799 km。